# 隱鬚頜鬚鮈
隐须颌须鮈（学名：Gnathopogon nicholsi）为輻鰭魚綱鯉形目鲤科颌须鮈属的鱼类，是中国的特有物种。分布于长江下游等。體長可達7.5公分。

## 扩展阅读
維基物種上的相關：隐须颌须鮈